# Đại dương

Bản đồ động chỉ ra các vùng nước đại dương của thế giới. Một khối nước liên tục bao quanh Trái Đất, Đại dương thế giới (toàn cầu) được chia thành một số các khu vực cơ bản. Sự phân chia thành 5 đại dương là điều thường được công nhận: Thái Bình Dương, Đại Tây Dương, Ấn Độ Dương, Bắc Băng Dương và Nam Đại Dương; hai đại dương cuối đôi khi được hợp nhất trong ba đại dương đầu tiên.

Đại dương là khu vực tạo nên phần lớn thủy quyển của một hành tinh. Trên Trái Đất, mỗi đại dương là một đại bộ phận quy ước của đại dương thế giới (hay đại dương toàn cầu). Theo thứ tự diện tích giảm dần, chúng gồm Thái Bình Dương, Đại Tây Dương, Ấn Độ Dương, Nam Đại Dương và Bắc Băng Dương.
Xét Trái Đất, nước mặn bao phủ một diện tích khoảng 360.000.000 km² và thường được chia thành một số đại dương chính và những biển nhỏ hơn, trong đó đại dương chiếm khoảng 71% bề mặt và 90% sinh quyển. 97% lượng nước trên Trái Đất thuộc về đại dương và các nhà hải dương học đã phát biểu rằng hơn 95% đại dương thế giới chưa được khám phá. Tổng dung tích đại dương vào khoảng 1,35 tỷ km³ với độ sâu trung bình gần 3.700 m (12.100 ft).
Vì là thành phần chủ yếu của thủy quyển Trái Đất, đại dương thế giới không thể thiếu đối với toàn bộ sự sống đã biết; nó làm thành một phần chu trình cacbon, ảnh hưởng đến khí hậu và các kiểu thời tiết. Đại dương là sinh cảnh của 230.000 loài đã biết, song do phần lớn chưa được khám phá, thực tế số loài tồn tại nhiều hơn nhiều, khả năng hơn hai triệu. Con người vẫn chưa biết về nguồn gốc đại dương trên Trái Đất; chúng được cho là hình thành vào thời hỏa thành và có lẽ đã thúc đẩy sự sống xuất hiện.
Các đại dương ngoài Trái Đất có thể cấu tạo từ nước hoặc những nguyên tố và hợp chất khác. Khối chất lỏng bề mặt ngoài Trái Đất lớn và ổn định được xác nhận duy nhất là các hồ Titan, dù vậy có chứng cứ về sự tồn tại của các đại dương đâu đó trong Hệ Mặt Trời. Vào thời kỳ đầu, Sao Hỏa và Sao Kim được cho là có những đại dương nước lớn. Giả thuyết đại dương Sao Hỏa đề xuất rằng gần một phần ba bề mặt Sao Hỏa từng bị nước bao phủ, và hiệu ứng nhà kính mất kiểm soát có thể đã đun cạn toàn bộ đại dương của Sao Kim. Các hợp chất như muối và amonia hòa tan trong nước hạ thấp điểm đóng băng để nước có thể tồn tại trong môi trường ngoài Trái Đất dưới dạng nước mặn hoặc băng đối lưu. Theo suy đoán, phía dưới bề mặt của nhiều hành tinh lùn và vệ tinh tự nhiên có các đại dương; đáng chú ý, đại dương của Europa sở hữu dung tích nước ước tính gấp hơn hai lần Trái Đất. Các hành tinh khổng lồ trong Hệ Mặt Trời cũng được cho có lớp khí quyển lỏng. Đại dương còn có thể tồn tại trên những hành tinh và vệ tinh ngoài Hệ Mặt Trời. Hành tinh đại dương là một kiểu hành tinh với chất lỏng bao phủ gần như hoàn toàn bề mặt.
Các đại dương
- Thái Bình Dương
- Đại Tây Dương
- Ấn Độ Dương
- Bắc Băng Dương
- Nam Đại Dương

## Tổng quan
Mặc dù nói chung được công nhận như là các đại dương 'tách biệt', nhưng các vùng nước mặn này tạo thành một khối nước nối liền với nhau trên toàn cầu, thường được gọi chung là Đại dương thế giới hay đại dương toàn cầu. Khái niệm về đại dương toàn cầu như là một khối nước liên tục với sự trao đổi tương đối tự do giữa các bộ phận của nó có tầm quan trọng nền tảng cho hải dương học. Các phần đại dương chính được định nghĩa một phần dựa vào các châu lục, các quần đảo khác nhau cùng các tiêu chí khác: các phần này là (theo trật tự giảm dần của diện tích) Thái Bình Dương, Đại Tây Dương, Ấn Độ Dương, Nam Đại Dương (đôi khi được phân chia và tạo thành phần phía nam của Thái Bình Dương, Đại Tây Dương và Ấn Độ Dương) và Bắc Băng Dương (đôi khi được coi là một biển của Đại Tây Dương). Thái Bình Dương và Đại Tây Dương cũng có thể phân chia tiếp bởi đường xích đạo thành các phần Bắc và Nam. Các khu vực nhỏ hơn của đại dương được gọi là các biển, vịnh hay một số các tên gọi khác. Cũng tồn tại một số khối nước mặn nhỏ hơn trong đất liền và không nối với Đại dương thế giới, như biển Aral, Great Salt Lake (Hồ Muối Lớn) – mặc dù chúng có thể coi như là các 'biển', nhưng thực ra chúng là các hồ nước mặn. Có 5 đại dương trên thế giới, trong đó Thái Bình Dương là lớn nhất và sâu nhất, thứ hai về diện tích và độ sâu là Đại Tây Dương, tiếp theo là Ấn Độ Dương, Nam Đại Dương còn nhỏ và nông nhất là Bắc Băng Dương.
Nước đại dương luôn luôn chuyển động do tác động của thủy triều, gây ra bởi lực hấp dẫn của Mặt Trăng và Mặt Trời đối với Trái Đất, sóng và hải lưu do tác dụng của gió. Các dòng bù trừ phát sinh do sự thiếu hụt của nước. Chẳng hạn nước của Địa Trung Hải bị bốc hơi rất mạnh, ít sông suối đổ vào, do đó nước có độ mặn cao và có tỉ trọng lớn. Nước ở dưới sâu chảy từ Địa Trung Hải ra Đại Tây Dương tạo ra sự thiếu hụt, vì thế một hải lưu bề mặt lại chảy từ Đại Tây Dương vào Địa Trung Hải để bù vào chỗ thiếu hụt đó.
Do độ che phủ bề mặt Trái Đất tới 71% nên các đại dương có ảnh hưởng lớn tới sinh quyển. Sự bốc hơi nước của các đại dương quyết định phần lớn lượng giáng thủy mà Trái Đất nhận được, nhiệt độ nước của các đại dương cũng quyết định phần lớn khí hậu và kiểu gió trên Trái Đất. Sự sống trong lòng đại dương có lịch sử tiến hóa diễn ra khoảng 3 tỷ năm trước khi có sự di chuyển của động, thực vật lên trên đất liền. Lượng sự sống và khoảng cách tính từ bờ biển (yếu tố vô sinh) ảnh hưởng tới sự phân bố chính của quần xã sinh vật biển. Các sinh vật như tảo, rong, rêu sinh sống trong khu vực giáp giới thủy triều (nơi đất liền gặp biển) sẽ cố định chúng vào đá vì thế chúng không bị rửa trôi bởi thủy triều. Đại dương cũng là nơi sinh sống của nhiều loài và có thể phân chia thành vài đới (vùng, tầng) như vùng biển khơi, vùng đáy, vùng chiếu sáng, vùng thiếu sáng v.v.
Về mặt địa chất, đại dương là nơi mà lớp vỏ đại dương được nước che phủ. Lớp vỏ đại dương dày trung bình khoảng 4,5 km, bao gồm một lớp trầm tích mỏng che phủ trên lớp bazan núi lửa mỏng đã đông cứng. Lớp bazan này che phủ lớp peridotit thuộc mặt ngoài của lớp phủ Trái Đất tại những nơi không có châu lục nào. Xét theo quan điểm này thì ngày nay có 3 "đại dương": Đại dương thế giới, biển Caspi và biển Đen, trong đó 2 "đại dương" sau được hình thành do va chạm của mảng Cimmeria với Laurasia. Địa Trung Hải có thể coi là một "đại dương" gần như riêng biệt, nối thông với Đại dương thế giới qua eo biển Gibraltar và trên thực tế đã vài lần trong vài triệu năm trước chuyển động của châu Phi đã đóng kín eo biển này hoàn toàn. Biển Đen thông với Địa Trung Hải qua Bosporus, nhưng là do tác động của một kênh tự nhiên cắt qua lớp đá lục địa vào khoảng 7.000 năm trước, chứ không phải một mảng của đáy biển như eo biển Gibraltar.
| Thứ tự | Đại dương       | Ghi chú |
| ------ | --------------- | --- |
| 1      | Thái Bình Dương | Ngăn cách châu Á và châu Đại Dương với châu Mỹ                                                                                                  |
| 2      | Đại Tây Dương   | Ngăn cách châu Mỹ với châu Á-Âu và châu Phi |
| 3      | Ấn Độ Dương     | Ngăn cách châu Phi và châu Đại Dương |
| 4      | Bắc Băng Dương  | Đôi khi được xem là biển của Đại Tây Dương, bao phủ phần lớn Bắc Cực, ngăn cách Bắc Mỹ và châu Á-Âu                                             |
| 5      | Nam Đại Dương   | Đôi khi được xem là sự mở rộng của Thái Bình Dương, Đại Tây Dương và Ấn Độ Dương, ngăn cách châu Nam Cực với châu Phi, châu Đại Dương và Nam Mỹ |

## Tính chất vật lý
Diện tích của Đại dương thế giới là khoảng 361 triệu km² (139 triệu dặm vuông), dung tích của nó khoảng 1,3 tỷ kilômét khối (310 triệu dặm khối), và độ sâu trung bình khoảng 3.790 mét (12.430 ft). Gần một nửa nước của đại dương thế giới nằm sâu dưới 3.000 m (9.800 ft). Sự mở rộng khổng lồ của đại dương sâu (những gì dưới độ sâu 200m) che phủ khoảng 66% bề mặt Trái Đất. Nó không bao gồm các biển không nối với Đại dương thế giới, chẳng hạn như biển Caspi.
Tổng khối lượng của thủy quyển khoảng 1,4 × 1021 kilôgam, chiếm khoảng 0,023% khối lượng Trái Đất. Dưới 2% là nước ngọt; phần còn lại là nước mặn, chủ yếu trong các đại dương.
Một sai lầm phổ biến cho rằng nước biển có màu xanh lam chủ yếu là do bầu trời có màu xanh lam. Trên thực tế, nước có màu xanh lam rất nhạt chỉ khi được nhìn thấy với một thể tích lớn. Trong khi sự phản chiếu bầu trời có đóng góp vào biểu hiện màu xanh lam của bề mặt đại dương, nhưng nó không phải là nguyên nhân chính Nguyên nhân chủ yếu là sự hấp thụ của các hạt nhân các phân tử nước đối với các photon màu đỏ từ ánh sáng chiếu tới, ví dụ đã biết duy nhất về màu sắc trong tự nhiên tạo ra từ động lực học dao động chứ không phải động lực học điện tử.
Nhiều thủy thủ và các nhà hàng hải chuyên nghiệp thông báo rằng đại dương thường bức xạ ánh sáng nhìn thấy hay phát quang, có thể trải dài hàng dặm vào ban đêm. Năm 2005, các nhà khoa học đã thông báo điều này lần đầu tiên, chứng cứ bằng hình ảnh cũng đã thu được đối với sự phát sáng này. Nó có thể là do phát quang sinh học.

## Thám hiểm

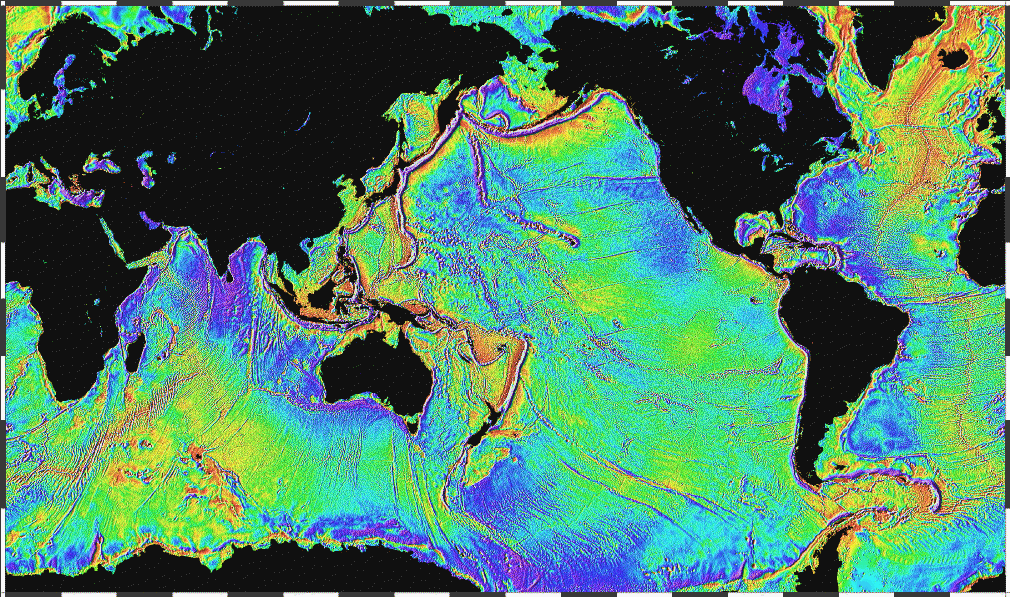
Bản đồ các đặc trưng chính dưới đáy biển. (1995, NOAA)

Đi lại trên bề mặt đại dương bằng tàu thuyền đã diễn ra từ thời tiền sử, nhưng mãi đến ngày nay, việc khám phá và di chuyển bên dưới đại dương mới có thể thực hiện được nhờ sự phát triển của khoa học và công nghệ.
Điểm sâu nhất trong đại dương nằm ở phía nam rãnh Mariana thuộc Thái Bình Dương, gần quần đảo Bắc Mariana. Nó có độ sâu tối đa là 10.923 m (35.838 ft). Nó được khảo sát chi tiết lần đầu tiên năm 1951 bởi tàu "Challenger II" của hải quân Anh và điểm sâu nhất này được đặt tên theo tên tàu này là "Challenger Deep". Năm 1960, tàu thăm dò biển sâu Trieste đã xuống thành công tới đáy của rãnh, được điều khiển bởi một thủy thủ đoàn gồm 2 người.
Phần lớn đáy các đại dương vẫn chưa được thám hiểm và lập bản đồ. Hình ảnh toàn cầu của nhiều đặc trưng ngầm lớn hơn 10 km (6 dặm) được tạo ra năm 1995 dựa trên các méo mó hấp dẫn của bề mặt biển cận kề.

## Các khu vực/tầng

Các bộ phận chính của đại dương

Đại dương được chia ra thành nhiều khu vực hay tầng, phụ thuộc vào các điều kiện vật lý và sinh học của các khu vực này. Vùng biển khơi bao gồm mọi khu vực chứa nước của biển cả (không bao gồm phần đáy biển) và nó có thể phân chia tiếp thành các khu vực con theo độ sâu và độ chiếu sáng. Vùng chiếu sáng che phủ đại dương từ bề mặt tới độ sâu 200 m. Đây là khu vực trong đó sự quang hợp diễn ra phổ biến nhất và vì thế chứa sự đa dạng sinh học lớn nhất trong lòng đại dương. Do thực vật chỉ có thể sinh tồn với quá trình quang hợp nên bất kỳ sự sống nào tìm thấy dưới độ sâu này hoặc phải dựa trên các vật chất trôi nổi chìm xuống từ phía trên (xem tuyết biển) hoặc tìm các nguồn chủ lực khác; điều này thường xuất hiện dưới dạng miệng phun thủy nhiệt trong khu vực gọi là vùng thiếu sáng (tất cả các độ sâu nằm dưới mức 200 m). Phần biển khơi của vùng chiếu sáng được gọi là vùng biển khơi mặt (epipelagic). Phần biển khơi của vùng thiếu sáng có thể chia tiếp thành các vùng nối tiếp nhau theo chiều thẳng đứng. Vùng biển khơi trung (mesopelagic) là tầng trên cùng, với ranh giới thấp nhất tại lớp dị nhiệt là 12 °C, trong đó tại khu vực nhiệt đới nói chung nó nằm ở độ sâu giữa 700 với 1.000 m. Dưới tầng này là vùng biển khơi sâu (bathypelagic) nằm giữa 10 °C và 4 °C, hay độ sâu giữa khoảng 700-1.000 m với 2.000-4.000 m. Nằm dọc theo phần trên của vùng bình nguyên sâu thẳm là vùng biển khơi sâu thẳm (abyssalpelagic) với ranh giới dưới của nó nằm ở độ sâu khoảng 6.000 m. Vùng cuối cùng nằm tại các rãnh đại dương và được gọi chung là vùng biển khơi tăm tối (hadalpelagic). Nó nằm giữa độ sâu từ 6.000 m tới 10.000 m và là vùng sâu nhất của đại dương.
Cùng với các vùng biển khơi thiếu sáng còn có các vùng đáy thiếu sáng, chúng tương ứng với ba vùng biển khơi sâu nhất. Vùng đáy sâu che phủ sườn dốc lục địa và kéo dài xuống độ sâu khoảng 4.000 m. Vùng đáy sâu thẳm che phủ các bình nguyên sâu thẳm ở độ sâu 4.000 – 6.000 m. Cuối cùng là vùng đáy tăm tối tương ứng với vùng biển khơi tăm tối, tìm thấy ở các rãnh đại dương. 
Vùng biển khơi cũng có thể chia ra thành hai vùng con, là vùng ven bờ (neritic) và vùng đại dương. Vùng neritic bao gồm khối nước nằm ngay trên các thềm lục địa, trong khi vùng đại dương bao gồm toàn bộ vùng nước biển cả còn lại.
Ngược lại, vùng duyên hải bao phủ khu vực nằm giữa các mức thủy triều cao và thấp nhất, nó là khu vực chuyển tiếp giữa các điều kiện đại dương và đất liền. Nó cũng có thể gọi là vùng liên thủy triều do nó là khu vực trong đó mức thủy triều có ảnh hưởng mạnh tới các điều kiện của khu vực.

## Ảnh hưởng khí hậu
Một trong những dạng thời tiết gây ấn tượng nhất diễn ra trên các đại dương là các xoáy thuận nhiệt đới, bao gồm bão và áp thấp nhiệt đới. Các hải lưu có ảnh hưởng lớn tới khí hậu Trái Đất bằng cách chuyển dịch các luồng không khí nóng hay lạnh cũng như giáng thủy tới các vùng ven biển, nơi chúng có thể được đưa vào đất liền nhờ gió. Hải lưu vòng Nam Cực xoay quanh châu lục này, có ảnh hưởng tới khí hậu khu vực và nối liền các hải lưu trong các đại dương khác.

## Sinh thái học
Các dạng sự sống trong lòng đại dương bao gồm (trong số các dạng khác):
- Động vật đối xứng tỏa tròn như sứa và sứa lược
- Cá
- Các dạng cá voi như cá voi, cá heo và cá nhà táng.
- Động vật chân đầu như bạch tuộc, mực.
- Động vật giáp xác như cua, tôm hùm và tôm
- Giun biển
- Sinh vật phù du
- Nhuyễn thể
- Động vật da gai (đuôi rắn, sao biển, hải sâm, nhím biển)
- Thực vật như tảo, rong biển

## Kinh tế
Các đại dương là thiết yếu trong vận tải: phần lớn hàng hóa trên thế giới được vận chuyển bằng tàu biển giữa các hải cảng trên thế giới. Các kênh vận tải quan trọng có đường thủy Saint Lawrence, kênh đào Panama, kênh đào Suez.
Các đại dương cũng là nguồn quan trọng cung cấp các sản phẩm có giá trị trong ngư nghiệp. Trong số này có tôm, cua, cá.

## Đại dương cổ

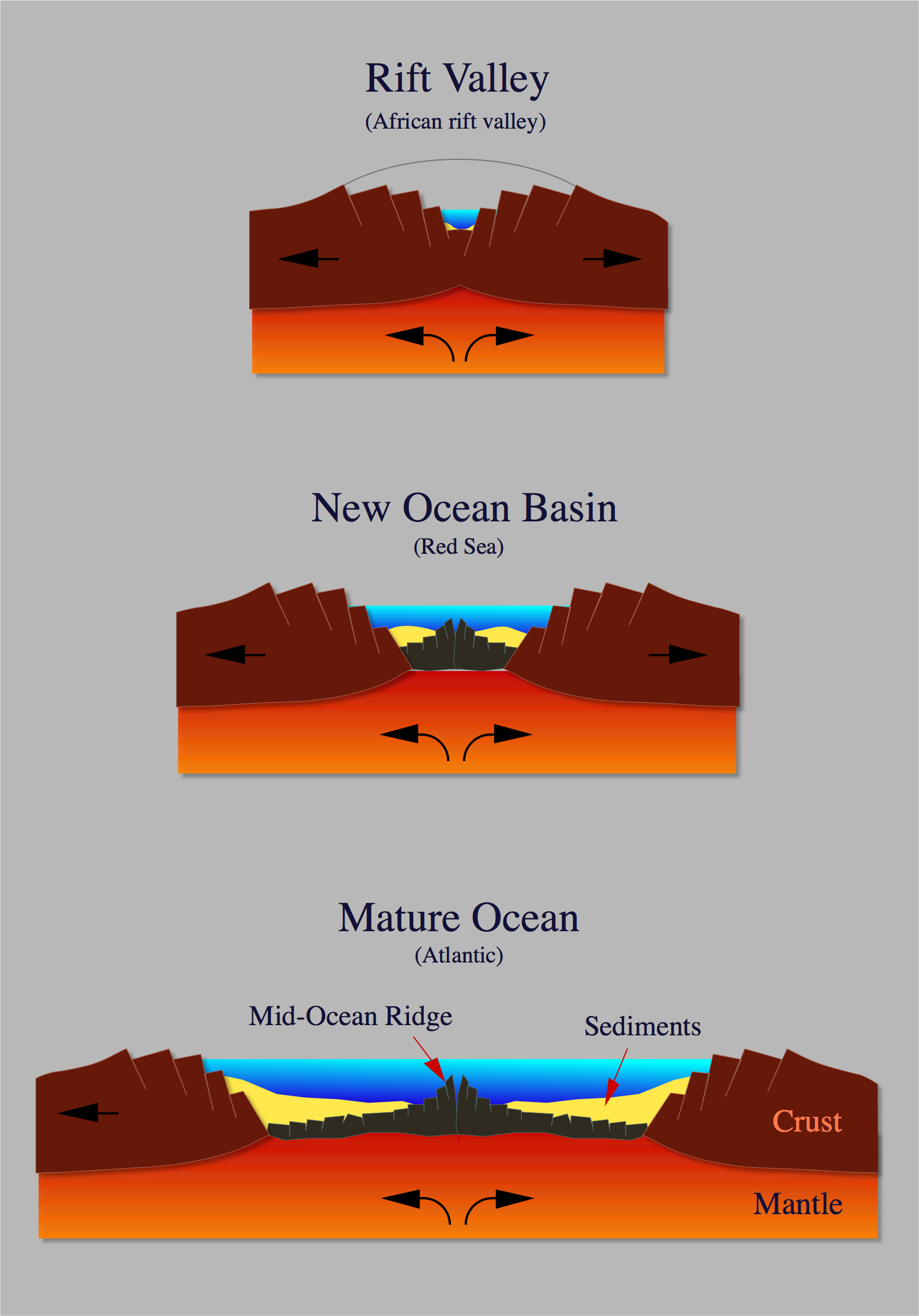
Hình thành đại dương

Trôi dạt lục địa đã tái định hình thể cho các đại dương của Trái Đất, kết hợp và chia cắt các đại dương cổ để tạo ra các đại dương như hiện nay. Các đại dương cổ có:
- Đại dương sông Bridge, đại dương nằm giữa quần đảo Insular cổ đại và Bắc Mỹ.
- Đại dương Iapetus, đại dương ở Nam bán cầu nằm giữa Baltica và Avalonia.
- Panthalassa, đại dương toàn cầu rộng lớn mênh mông, bao quanh siêu lục địa Pangaea.
- Đại dương Rheic
- Đại dương núi Slide, đại dương nằm giữa quần đảo Intermontane cổ đại và Bắc Mỹ.
- Đại dương Tethys, đại dương nằm giữa các lục địa cổ Gondwana và Laurasia.
- Đại dương Khanty, đại dương nằm giữa Baltica và Siberia.
- Mirovia, đại dương bao quanh siêu lục địa Rodinia.
- Đại dương Paleo-Tethys, đại dương nằm giữa Gondwana và địa hình Hunic.
- Đại dương Proto-Tethys,
- Đại dương Pan-Africa, đại dương bao quanh siêu lục địa Pannotia.
- Superocean, đại dương bao quanh siêu lục địa toàn cầu.
- Đại dương Ural, đại dương nằm giữa Siberia và Baltica.

## Đại dương ngoài Trái Đất
Xem thêm Nước lỏng ngoài Trái Đất
Trái Đất là hành tinh duy nhất đã biết có nước lỏng trên bề mặt và có lẽ cũng là duy nhất trong hệ Mặt Trời. Tuy nhiên, nước lỏng được cho là tồn tại dưới bề mặt của các vệ tinh Galileo Europa và ít chắc chắn hơn là Callisto cùng Ganymede. Các mạch nước phun cũng đã được tìm thấy trên Enceladus, mặc dù chúng có thể không đòi hỏi phải có các khối nước lỏng. Các vệ tinh bị đóng băng khác có thể đã từng có các đại dương bên trong mà hiện nay đã bị đóng băng, chẳng hạn như Triton. Các hành tinh như Sao Thiên Vương và Sao Hải Vương có thể cũng chiếm hữu các đại dương lớn chứa nước lỏng phía dưới bầu khí quyển dày của chúng, mặc dù cấu trúc nội tại của chúng hiện nay vẫn chưa được hiểu rõ.
Hiện tại còn nhiều tranh cãi về việc Sao Hỏa đã từng có hay không có đại dương chứa nước tại bắc bán cầu của nó và về điều gì đã xảy ra đối với các đại dương này nếu như chúng đã từng tồn tại; các tìm kiếm gần đây của phi vụ Mars Exploration Rover chỉ ra rằng nó có một số lượng nước tồn tại trong thời gian dài ở ít nhất một vị trí nhưng phạm vi của nó lại chưa rõ.
Các nhà thiên văn học tin rằng Sao Kim từng có nước lỏng và có lẽ có cả các đại dương trong lịch sử rất sớm của nó. Nếu chúng từng tồn tại, mọi dấu vết của chúng dường như đã bị làm tan biến trong quá trình tái tạo bề mặt của Sao Kim.
Các hydrocarbon lỏng được cho là tồn tại trên bề mặt Titan, mặc dù chúng có lẽ chính xác hơn nên miêu tả như là các "hồ" thay vì các "đại dương". Phi vụ tàu vũ trụ Cassini-Huygens ban đầu đã phát hiện ra chỉ những cái dường như là các đáy hồ và các lòng sông khô kiệt, gợi ý rằng Titan đã đánh mất các chất lỏng bề mặt mà nó có thể đã từng có. Chuyến bay gần đây sát Titan của Cassini đã chụp lại các bức ảnh radar gợi ý mạnh mẽ rằng các hồ hydrocarbon gần vùng cực của Titan, nơi nó lạnh hơn. Titan cũng được cho là có đại dương nước dưới mặt đất do sự phối trộn của băng và các hydrocarbon tạo ra lớp vỏ ngoài cùng của nó.
Ceres thể hiện sự phân dị thành lõi đá và lớp phủ băng và có thể tồn tại một đại dương ước lỏng bên dưới bề mặt của nó. Sao Diêm Vương cũng có thể chứa lớp đại dương dưới bề mặt, và do đó có khả năng hình thành sự sống.
Ngoài hệ Mặt Trời, Gliese 581 c là hành tinh nằm ở khoảng cách hợp lý từ mặt trời của nó (sao lùn đỏ Gliese 581) để nước lỏng có thể tồn tại trên bề mặt hành tinh này. Do nó không đi ngang qua mặt trời của nó nên không có cách nào để biết là trên đó có nước hay không. HD 209458b có thể có hơi nước trong khí quyển của nó—điều này hiện nay còn gây tranh cãi lớn. Gliese 436 b được tin tưởng là có "băng nóng". Không có hành tinh nào trong số hai hành tinh này đủ lạnh để nước lỏng có thể tồn tại—nhưng nếu các phân tử nước tồn tại tại đó thì chúng rất có thể cũng được tìm thấy trê các hành tinh ở nhiệt độ phù hợp.